# Мія
Мія, MIYA (Марія Кру́мшин; * 4 травня 1989, Даугавпілс, Латвія) — українська співачка, що виконує пісні українською, російською, англійською та латвійською мовами.

## Біографія
Народилася 4 травня 1989 року у місті Даугавпілс (Латвія) у родині священника. Ще малою переїхала до України. У 2004 році закінчила музичну школу за класом бандури. Навчалася на юридичному факультеті Львівського національного університету ім. І. Я. Франка. З 2003 року почала займатися вокалом з Лесею Селістрою, яка працювала також з Русланою, Наталкою Карпою, Інессою Братущик та іншими відомими виконавицями.
Співачка дуже полюбляє читати, про що  розповіла на фестивалі дитячого читання «Форум видавців — дітям»:
|  | Ще з дитинства я дуже багато читаю: класику, сучасну українську прозу, бестселери. Можу надовго забути про телевізор і комп'ютер, але книжки завжди в мене були поза конкуренцією. Особливо класні фрази і цитати виписую у спеціальний блокнот. Їх в мене вже назбиралось більше тисячі. |

У травні 2011 року в ефірах з'являється дебютна відеоробота Мії на пісню "Розпач" ("А в серці біль"), авторками якої є Олеся Садова та Наталка Карпа. Режисерами кліпу стали Тарас Дронь та Володимир Щурко.
У серпні 2012 року відеоробота на пісню "Дякую Тобі", режисером котрого знову виступив Тарас Дронь та його команда NORDPRODUCTION.
У жовтні цього ж року Мія розпочинає роботу над записом англомовного альбому, першим синглом з якого стає пісня "Best part of you".
У 2014 р. перша англомовна відеробота на пісню "Best part of you" (режисер Іван Баняс).

## Творча діяльність
Мія брала участь в багатьох фестивалях та конкурсах. Стала володаркою Ґран-прі на фестивалі «Кришталеві ґрона», здобувала перші місця на фестивалях «Цвіт папороті», «На крилах дитинства», «Володимир» та інших. З початку 2008 року Мія — співачка продюсерського центру «KARPARATION», співпродюсерами якого є Ярослав Степаник та Наталка Карпа.
Мія брала участь у фіналі відбіркового конкурсу Євробачення 2010 з піснею «Вона» (автор Назар Савко).